# Eupithecia chincha
Eupithecia chincha là một loài bướm đêm trong họ Geometridae.